# Andrzej Łazowski
Andrzej Max Łazowski (ur. 21 września 1973 w Szczecinie) – polski artysta-fotografik, działacz społeczny i kulturalny, wydawca. 
Twórca Stowarzyszenia Czas Przestrzeń Tożsamość; od 2004 roku prezes Zarządu Stowarzyszenie CPT; od 2008 członek Instytutu Niemiec i Europy Północnej. Współinicjator Konsorcjum Europejski Region Kultury Szczecin 2016, członek Zarządu (od 2009), współtwórca projektu „Nowa Amerika”. Od 2009 r. do 2010 r. Pełnomocnik Marszałka Województwa Zachodniopomorskiego ds. Europejskiej Stolicy Kultury Szczecin 2016.  
W 2010 r. członek Komitetu Honorowego Bronisława Komorowskiego w Województwie Zachodniopomorskim. Od 2024 stał się Ambasadorem miasta Szczecin. 

## Edukacja i kariera dziennikarska
W latach 1994–1997 studiował w Akademii Sztuk Pięknych w Poznaniu na wydziale fotografii dyplom uzyskał w pracowni prof. Stefana Wojneckiego, następnie w latach 1997–2000 uczęszczał do Akademii Sztuk Pięknych, Wydział Komunikacji Multimedialnej, dyplom w pracowni ad. Krzysztofa J. Baranowskiego, anex ad. Andrzeja Florkowskiego.
W latach 1994–1995 był współpracownikiem Kuriera Szczecińskiego, redagował cyklu artykułów o historii miejsc w Szczecinie, realizacja projektu „Portrety Szczecina”. Współpracował również z Dziennikiem Szczecińskim, gdzie pisał prace recenzenckie i prowadził cykl sylwetek artystów szczecińskich (prezentacje z wywiadami). Od 2004 roku pisywał do gazety Europomerania.

## Nagrody i wyróżnienia
W 1995 r. otrzymał Artystyczną Nagrodę Miasta Szczecina. Od 1997 roku prowadzi pracownię fotograficzną w Kamienicy Artystycznej – Lenartowicza 3-4 w Szczecinie. Zajmuje się fotografią reklamową i artystyczną. W 2008 r. zdobył III. miejsce w plebiscycie za wydarzenie roku 2007, otrzymując wyróżnienie – Szczupaka. Nominowany był do nagrody w I edycji „Droga do wolności” organizowanej przez Fundację Veritas i Narodowy Bank Polski.

## Publikacje
Albumy
- 2018, Nyczka. Miasto kobiet[8], Stowarzyszenie Czas Przestrzeń Tożsamość; Drukarnia KAdruk, ISBN 978-83-64629-90-7

Książki
- 2005, Szczecin Grabowo[9], Stowarzyszenie "Czas Przestrzeń Tożsamość", ISBN 83-923059-1-4

Katalogi
- 2004, Kościół w krajobrazie, Chojna[10]
- 2005 Polenmärkte: Świnoujście/Ahlbeck, Lubieszyn/Linken, Krajnik Dolny/Schwedt, Osinów Dolny/Hohenwutzen, Centrum Kultury w Chojnie[11]
- 2009 Matki Solidarności = Mütter der Solidarność[12], Stowarzyszenie "Czas Przestrzeń Tożsamość", ISBN 978-83-930122-6-8

## Kariera artystyczna
Andrzej Łazowski był pomysłodawcą wielu wydarzeń artystycznych m.in.: Otwarta Sztuka (2006, 2007, 2008, 2010), cyklu debat Czas na debatę! (2006-2008). Twórca serii wydawniczej czas przestrzeń tożsamość; inicjatorem nadania tytułów Honorowego Obywatela miasta Szczecina dla: prof. Władysława Bartoszewskiego, prof. Aleksandra Wolszczana i prof. Gerarda Labudy. W grudniu 2007 r. złożył wniosek o nadanie tytułu Honorowego Obywatela m. Szczecina dla Lecha Wałęsy. Tytuł Honorowego Obywatela Miasta Szczecina dla Lecha Wałęsy został wręczony w dniu 20 kwietnia 2009 r.
W czerwcu 2008 roku wraz z prof. Danutą Dąbrowską, Tomaszem Szybowskim i Antonim Sobolewskim założył Komitet „Solidarni z Lechem Wałęsą” w Szczecinie.
W 2010 r. był pomysłodawcą nadania tytułu Honorowego Obywatela m. Szczecina dla poetki Joanny Kulmowej, pomysłodawcą Alei Żeglarzy w Nowym Warpnie, twórcą marki miasta Cedyni pod hasłem „Cedynia na okrągło”.
Jest twórcą projektu pod hasłem DRZEWKA PAMIĘCI, polegający na sadzeniu drzewek na Cmentarzu Centralnym w Szczecinie, poświęcając je znanym osobowościom ze Szczecina. Współtwórcą projektu: Stan wojenny okiem internowanego (2001), Honorowi Obywatele miasta Szczecina (2003). Komisarz konferencji: I Ogólnopolskiej Konferencji Nekropolie, Kirkuty, Cmentarze (2002), III Polsko-Niemieckiej Konferencji Architektura ryglowa-wspólne dziedzictwo (2002), I Międzynarodowej Konferencji Marketing produktu lokalnego (2003), IV Polsko-Niemieckiej Konferencji Architektura ryglowa-wspólne dziedzictwo (2003).
Uczestniczył w projekcie dziennikarsko-fotograficznym Polenmärk (wspólnie z M. Diekhoff, A. Kotula, G. Maciejewski). Prezentacje wystaw: Literaturzentrum Vorpommern Greifswald (2004), Ratusz Chojna (2005), Haus der Kultur Schwerin (2006).
Był pomysłodawcą projektu i serii wydawniczej Na pograniczu, A ty zostaniesz ze mną (2008), Matki Solidarności”, (2010), Złodzieje wiary i nadziei (2011)
W latach 1994–2000 uczestniczył w ponad 50 wystawach zbiorowych w kraju (m.in. w Gorzowie Wielkopolskim, Koszalinie, Łodzi, Płocku, Poznaniu, Radomiu, Rzeszowie, Sopocie, Wrocławiu) oraz za granicą (Austria, Brazylia, Iran, Hongkong, Niemcy, Szwecja), zorganizował ponad 20 wystaw indywidualnych:
- Söderhamn i kolor niebieski, Galeria Piero Szczecin (1994), Biblioteka Miejska Söderhamn (1995), Dom Szwedzki Szczecin (1996)
- Bremerhaven, Galeria MPiK Szczecin, Ratusz Chojna, Dni Szczecina w Bremerhaven (1994)
- Wiatr od morza: Flensburg, Galeria MPiK Szczecin (1996)
- Obrazki z Danii, Galeria Tra La La Szczecin (1995)
- My z tamtego wieku, Galeria MPiK Szczecin (1994), Galeria MPiK Gorzów Wplk (1995)
- Zwykle niezwykli, Galeria Kierat Szczecin (1995)
- Portrety Szczecinian, Muzeum Narodowe Szczecin (1995)
- Portret, Uckermärkischen Bühnen Schwedt (1996)
- Reportaż z własnego ciała, Galeria pod Bocianem Szczecin (1996)
- Portret Teatr Współczesny Szczecin (1996)
- Ostatnie..., Galeria MPiK Szczecin (1996)
- Moje miasto: Szczecin, Ratusz Düsseldorf (1999)
- Portret kota, Galeria Tristero Szczecin (1999)
- Portret jednego aktora, Teatr Współczesny Szczecin (2000)
- Portret trumienny, Galeria OFFicyna Szczecin (2000)
- Portret Nauczyciela, Pałac Młodzieży Szczecin, Ratusz Chojna (2000)
- Byli sobie politycy, Zamek Książąt Pomorskich Szczecin (2000)
- Obrazy czasu, Miejski Ośrodek Kultury Police, Książnica Pomorska Szczecin, Ratusz Pasewalk (2001)
- Miasto pamięci, Muzeum Narodowe Szczecin (2003)
- Jasienica, Miejski Ośrodek Kultury Police (2003)
- Zatończycy, sala Zatoń Dolna, Galeria Współczesności i Historii Ziemi Chojeńskiej Chojna (2005)
- Na pograniczu, Brandenburgisches Haus der Kulturen/Brandenburski Dom Kultury Potsdam, Ratusz Angermünde (2006)
- Szczecinianie ze Stettina, statek Stettin (2006)
- Dzikie trzęsawisko, Książnica Pomorska Szczecin, Galeria Współczesności i Historii Ziemi Chojeńskiej Chojna (współautor Grzegorz Ośródka) (2007)
- PORTRETY SZCZECINIAN 2, Książnica Pomorska Szczecin (2007)
- Przystanek Nowe Warpno, Ratusz Nowe Warpno, Książnica Pomorska Szczecin, Miejski Ośrodek Kultury Police (2007)
- Żebyś stał jak ten żeglarz Plac Armii Krajowej (wystawa plenerowa, historyczna) Szczecin (2007)
- Szczecinianie, Plac Armii Krajowej (wystawa plenerowa) Szczecin (współautor Krystyna Łyczywek) (2007)
- Matki Solidarności, Plac Armii Krajowej (wystawa plenerowa) Szczecin (2007)[16]
- Ciągle widzę ich twarze. Ofiary Grudnia '70, Plac Solidarności (wystawa plenerowa) Szczecin (2007)
- Mütter der Solidarność, Ratusz (wystawa plenerowa), Ludwigslust (2008)
- Szczecin_kibicuje naszym w Pekinie, Plac Armii Krajowej (wystawa plenerowa), Szczecin (2008).
- Mütter der Solidarność, Pommersches Landesmuseum (wystawa plenerowa), Greifswald (2008).
- Ciągle widzę ich twarze. Ofiary Grudnia '70, Rynek Staromiejski (wystawa plenerowa) Stargard Szczeciński (2008).
- A ty zostaniesz ze mną, Zamek Książąt Pomorskich, dziedziniec (wystawa plenerowa) Szczecin (2009)
- Mütter der Solidarność, Rynek (wystawa plenerowa) Angermünde (2009)
- Mütter der Solidarność (wystawa plenerowa) Poczdam (2009)[17]
- Mütter der Solidarność (wystawa plenerowa) Prenzlau (2009)
- Mütter der Solidarność (wystawa plenerowa) Schwerin (2009)
- Jestem z Pomorza, Pasewalk (2010)
- Jestem z Pomorza, Anklam (2011)
- Ekonomia Społeczna (tekst Paweł Klimek) Nowe Warpno (2011)
- Złodzieje wiary i nadziei (tekst Remigiusz Rzepczak) Miejsko-Gminny Ośrodek Kultury Mieszkowice (2011)
- Złodzieje wiary i nadziei (tekst Remigiusz Rzepczak) Bibliotek Publiczna Miasta i Gminy Dębno (2011)
- Złodzieje wiary i nadziei (tekst Remigiusz Rzepczak) Centrum Kultury Biblioteka Chojna (2011)
- Chojna, Centrum Kultury Biblioteka Chojna (2011)
- Dziennikarze z pogranicza Schwerin (2012)[18]
- Magia ukryta jest zawsze w szczegółach Ramin (2012) wiersze Theodor Fontane, fotografia Andrzej Łazowski
- Zanim odejdę, o przychodzeniu i odchodzeniu Książnica Pomorska, Szczecin (2016)[19]
- Kapitanowie, Galeria Stara Rzeźnia, Szczecin (2016)[20]
- Wolności wiatr od morza, Galeria Stara Rzeźnia, Szczecin (2017)[21]
- Żeglarze, Galeria Stara Rzeźnia, Szczecin (2018)
- Szczecin. Mikrocentrum Europy 2045. Galeria Stara Rzeźnia, Szczecin (2019) (teksty Krzysztof Żurawski)
- Tolerancja. kościół Ewangelicko-Augsburskiej św. Trójcy podczas Międzynarodowych Dni Bonhoefferowskich, Szczecin (2019) (teksty Ewa Podgajna)
- Face to face. W poszukiwaniu człowieczeństwa (2020)[22]

Był organizatorem i komisarzem wystaw zbiorowych:
- Moje Miasto (1995),
- Różne oblicza portretu (1996), 20/20 (1996),
- In Memoriam Pierre Voyeur (1997),
- Poplenerowa Wystawa I Polsko-Niemieckiego Pleneru Fotografii Artystycznej Buk '97 (1997),
- Kościół w krajobrazie (2004),
- Zatoń Dolna (2005),
- I Plener Fotografii Otworkowej Na pograniczu (wspólnie z Pawłem Kulą) (2005).